# Las ruinas circulares
Las ruinas circulares es un cuento del escritor argentino Jorge Luis Borges. Fue publicado por primera vez en diciembre de 1940 en la revista literaria Sur (n. 75, pp. 100-106), y por segunda vez en 1941, cuando fue incluido en la colección El jardín de senderos que se bifurcan, que más tarde formó parte del libro Ficciones (1944).
El cuento narra la historia de un hombre gris sin nombre que intenta crear a otro hombre a través del sueño. Entre los varios temas que sugiere el cuento, se destacan el regreso del infinito, la leyenda del gólem y el proceso de creación literaria.

## Resumen
Un hombre llega a las ruinas de un antiguo templo circular. Tiene un solo objetivo: crear un ser humano a través del sueño e imponerlo a la realidad. Al principio el hombre sueña que está en el centro de un anfiteatro de estudiantes a los cuales les dicta lecciones. Elige un alumno y, después de darle lecciones particulares, se maravilla de las habilidades del joven. Sin embargo, un día el hombre se despierta y por muchas noches no puede dormir. Reconoce que su primer intento ha sido un fracaso y decide buscar otro método de trabajo. Después de un descanso y de observar varios ritos de purificación y adoración a los dioses, el hombre se duerme y sueña con un corazón. Noches, días y años pasan y el hombre crea a su hijo, pedazo por pedazo; prestando atención a cada detalle. Finalmente el joven está completo, pero no habla y no se incorpora; solo sueña. El hombre le ruega ayuda al dios del Fuego para darle vida a su hijo y esté consciente. El joven se despierta como un hombre de carne y hueso y es enviado a otro templo. Solo el soñador y el dios del Fuego saben que el hijo es una creación, un hombre soñado; no es un hombre real. Al pasar el tiempo, el soñador escucha de otros hombres que hay un hombre en otro templo que puede caminar por el fuego sin daño. El hombre sabe que este es su hijo y se preocupa de la posibilidad de que él se entere de que no es un ser humano, sino una proyección de otro. Se acerca de repente un gran fuego al templo del soñador. El hombre acepta que ha llegado su momento de morir y camina hacia el fuego. Pasa por las llamas sin dañarse, y en ese momento comprende que él también es una proyección, un sueño de otro hombre.

## Orígenes del texto
El narrador de «Examen de la obra de Herbert Quain» (otro cuento de la colección El jardín de senderos que se bifurcan) dice que él «extrajo» «Las ruinas circulares» del cuento «The Rose of Yesterday», escrito por Herbert Quain. «The Rose of Yesterday» es el tercer cuento de una colección de ocho llamada Statements. La colección Statements y el escritor, Herbert Quain, como dice Borges en el prólogo de El jardín de senderos que se bifurcan, son imaginarios. La crítica Ana María Barrenechea advierte que Borges construye cuentos, muchas veces en forma de ensayos, que son una mezcla de comentarios de críticos conocidos y de autores y libros inventados; son estas invenciones las que sirven como fuente de inspiración para Borges. En el caso de «Las ruinas circulares», Borges «hace por su parte que un sueño suyo, Herbert Quain, sueñe una obra de la que él copia "Las ruinas circulares," sueño suyo y cadena de sueños».
En su análisis sobre Borges y la traducción, Efraín Kristal dice que «Las ruinas circulares» tiene origen en «L'ultima visita del gentiluomo malato» de Giovanni Papini, cuento que fue traducido al español y publicado en la colección Antología de la literatura fantástica, compilada, editada y traducida por Borges, Silvina Ocampo y Adolfo Bioy Casares en 1940. Según Kristal, la traducción del cuento de Papini, titulada «La última visita del caballero enfermo», se publicó antes que «Las ruinas circulares». Borges más tarde modificó la traducción y la volvió a publicar en su colección Libro de sueños en 1976. Barrenechea también cita el cuento «L'ultima visita del gentiluomo malato» de Papini en su discusión de «Las ruinas circulares» y sugiere que hay además rasgos de La última y la primera humanidad (1930) de Olaf Stapledon.

## Personajes

### El soñador
El personaje principal es el soñador. Es descrito como, «el forastero», y el «hombre gris». El «hombre gris» es una descripción que se encuentra en otros cuentos de Borges. El doctor Marcelo Yarmolinsky, personaje de «La muerte y la brújula» es hombre de barba gris y ojos grises. El anticuario Joseph Cartaphilus, personaje de «El inmortal» era «un hombre consumido y terroso, de ojos grises y barba gris, de rasgos singularmente vagos». El hombre que duerme y sueña, olvidado y muriéndose en «El testigo» es también «un hombre de ojos grises y barba gris». Estas descripciones también hacen recordar al personaje Herbert Ashe de «Tlön, Uqbar, Orbis Tertius» cuyo apellido quiere decir «ceniza» en inglés.
El soñador llega a las ruinas lacerado por las cortaderas. No parece sentir dolor. Se despierta al día siguiente y ve, sin asombro, que sus heridas se han cicatrizado. Todo esto presta a la irrealidad del cuento y al hecho de que el soñador no es un hombre común. Esto se confirma cuando se revela que el hombre puede dormir a voluntad y que puede crear otro hombre a través del sueño. Al fin del cuento, el hombre, y el lector, descubren que el hombre puede caminar en el fuego sin hacerse daño, descubriéndose así que el soñador era el sueño de otro.

### El dios del Fuego
El personaje del dios del Fuego sugiere la teoría de Heráclito en la cual el fuego es el origen de todo. El «recinto circular», donde ocurre el cuento, «tuvo alguna vez el color del fuego y ahora el de la ceniza. Ese redondel es un templo que devoraron los incendios antiguos, que la selva palúdica ha profanado y cuyo dios no recibe honor de los hombres», detalle que alude al dios de Fuego y al final del cuento.

### El soñado
Al principio el soñado figura como «el alumno». Es «un muchacho taciturno, cetrino, díscolo a veces, de rasgos aislados que repetían los de su soñador». Luego, es descrito como «el mancebo», la «obra» del soñador, «el fantasma soñado» y, finalmente, «mi hijo».

## Temas

### La filosofía idealista
En su análisis de Through the Looking Glass, Martin Gardner dice que Tweedledee defiende la filosofía idealista de George Berkeley, donde las cosas materiales, nosotros incluidos, existen sólo en la mente de algún ser o de alguna entidad superior. La manifestación de los pensamientos como objetos en el mundo real es también un tema en «Tlön, Uqbar, Orbis Tertius» (otro cuento de Borges en la colección Ficciones). La diferencia es que en «Las ruinas circulares» los pensamientos, o el sueño, se manifiestan no como objetos, sino como seres humanos.
En el ensayo «La encrucijada de Berkeley» Borges define la realidad «como esa imagen nuestra que surge en todos los espejos, simulacro que por nosotros existe, que con nosotros viene, gesticula y se va, pero en cuya busca basta ir para dar siempre con él». Según Smulian, la calidad tenue de la realidad es un tema que le fascina tanto a Carroll como a Borges, y Borges no puede resistir el sueño de Alice, un mundo de simulacros cuya vía de entrada es a través de un espejo.
El poema «Amanecer» de la colección Fervor de Buenos Aires se trata también del interés de Borges en la filosofía de Berkeley y en la idea del mundo o la realidad como una actividad de la mente.

### El regreso infinito
Gardner habla de un «regreso infinito» en el cual los sueños de Alice y el Rey Rojo ocurren paralelamente: Alice sueña con el rey, quien sueña con Alice, quien sueña con el rey y así sucesivamente, cómo dos espejos que se miran el uno al otro. En «Las ruinas circulares» el soñador no es otra cosa que el sueño de otro soñador que también sueña.
En El Aleph Borges dice que retoma el tema de regreso infinito de «Las ruinas circulares» en su poema «Ajedrez» de la colección El hacedor. Las piezas de ajedrez no saben que son guiadas por el jugador, como el jugador no sabe que es guiado por un dios y el dios no sabe cuáles otros dioses lo están guiando. Refiriéndose a las piezas, el poema «Ajedrez» dice: «No saben que la mano señalada / del jugador gobierna su destino, / no saben que un rigor adamantino / sujeta su albedrío y su jornada». Y «Dios mueve al jugador, y éste, la pieza. / ¿Qué dios detrás de Dios la trama empieza / de polvo y tiempo y sueño y agonías?»

### La noche 602
Según Alazraki, los temas de circularidad y de regreso infinito en «Las ruinas circulares» se pueden vincular a la noche 602 de Las mil y una noches. En «Magias parciales del Quijote», Borges habla de su interpretación de la noche 602 como una noche «mágica entre las noches»: «En esa noche, el rey oye de la boca de la reina su propia historia. Oye el principio de la historia, que abarca a todas las demás, y también —de monstruoso modo—, a sí misma. ¿Intuye claramente el lector la vasta posibilidad de esa interpolación, el curioso peligro? Que la reina persista y el inmóvil rey oirá para siempre la trunca historia de Las mil y una noches, ahora infinita y circular...». Vemos, en este ejemplo, también un tema favorito y recurrente de Borges: una duplicación interior, de un cuento dentro de otro cuento. Borges pregunta: «¿Por qué nos inquieta que el mapa esté incluido en el mapa y las mil y una noches en el libro de Las mil y una noches? ¿Por qué nos inquieta que don Quijote sea lector del Quijote, y Hamlet, espectador de Hamlet?». Según el crítico Shaw, el tema de circularidad funciona como símbolo de futilidad infinita y unanimidad universal.
La noche 602 forma parte de otros cuentos y ensayos de Borges: «Tlön, Uqbar, Orbis Tertius», «El jardín de senderos que se bifurcan», «Los traductores de las 1001 noches» y «Cuando la ficción vive en la ficción». En su introducción a Las mil y una noches, Byatt dice que la noche 602 (exactamente la mitad de las 1001 noches), tan mencionada en la obra de Borges, fue un tema de fascinación para Italo Calvino. Pero a pesar de extensas y profundas búsquedas Calvino no logró encontrar ninguna traducción que mencionara la «mágica» noche 602.
La crítica Evelyn Fishburn se plantea la misma pregunta con respecto a la alusiva noche 602. Es fácil decir que esto es otro engaño o truco de Borges, algo aceptado como parte de su práctica literaria. Pero, Fishburn señala que hay muchas ediciones de las traducciones de Burton, y no todas incluyen los mismos textos. Fishburn indica que en el ensayo «Los traductores de las 1001 noches» Borges escribe que tiene delante de él las 300 notas incluidas en volumen 6 de Burton. En su bibliografía Borges incluye esa edición y pone un signo de interrogación después de Londres como lugar de publicación y no incluye la fecha de publicación. Fishburn especula que es un ejemplar de una edición limitada pertenecido al Burton Club. Según Fishburn en la página 199 de esa edición hay una nota de pie que menciona la noche 602, palabras exactas que son incluidas en el ensayo de Fishburn. Sin embargo, y como Fishburn misma dice, la interpretación de esa nota, y la «mágica» noche 602 como es descrita por Borges en sus cuentos y ensayos, es muy posiblemente un producto de su imaginación.

### La leyenda de gólem
Hay rasgos también en «Las ruinas circulares» del intenso interés de Borges en la Cábala y de la leyenda de gólem que forma parte de la tradición mística judía. Según el crítico Jaime Alazraki, «Las ruinas circulares» y el poema de Borges «El gólem» son una variación del mismo tema. En el prólogo a su colección de poemas El otro, el mismo, que incluye el poema «El gólem», Borges dice: «En Lubbock, al borde del desierto, una alta muchacha me preguntó, si al escribir El gólem, yo no había ejecutado una variación de Las ruinas circulares; le respondí que había tenido que atravesar todo el continente para recibir esa relevación, que era verdadera».

### La filosofía budista
Alazraki informa que «Las ruinas circulares» también se puede relacionar a la creencia budista del mundo como un sueño de alguien o de nadie. En el ensayo «Formas de una leyenda» Borges nos dice que las religiones del Indostán, y en particular el budismo, «enseñan que el mundo es ilusorio». Para explicar este concepto Borges sigue: «Minuciosa relación del juego (de un Buddha) quiere decir Lalitavistara, según Winternitz; un juego o un sueño es, para el Mahayanna, la vida del Buddha sobre la tierra, que es otro sueño». La idea del mundo como un sueño se puede vincular también al filósofo alemán, muy admirado por Borges, Arthur Schopenhauer, y sus teorías idealistas, sobre el budismo y la voluntad.

### El creador y el creado
Según Shaw, en «Las ruinas circulares» Borges identifica en esa duplicación circular la existencia de y la relación entre creador y creado. En el ensayo «Magias parciales del Quijote» Borges concluye: «Creo haber dado con la causa: tales inversiones sugieren que si los caracteres de una ficción pueden ser lectores o espectadores, nosotros, sus lectores o espectadores, podemos ser ficticios».
«Everything and nothing» continúa con el mismo tema. Al morir, Shakespeare, quien ha creado y sido tantos hombres, busca su propia identidad y le dice a Dios: «"Yo, que tantos hombres he sido en vano, quiero ser uno y yo". La voz de Dios le contestó desde un torbellino: "Yo tampoco soy; yo soñé el mundo como tú soñaste tu obra, mi Shakespeare, y entre las formas de mi sueño estabas tú, que como yo eres mucho y nadie"».

### La creación literaria
La creación artística o literaria no es nada más que otro tema que se encuentra en «Las ruinas circulares». El cuento se puede leer como una metáfora cuyo soñador es un escritor y el «hijo» su creación literaria. Es posible leerlo también «en clave de teoría literaria: por medio de la ficción Borges expone sus ideas acerca de la creación artística definiéndola como un sueño dirigido, deliberado». El nuevo ser creado por el soñador no puede tomar vida hasta que es mandado a otras ruinas. Igual es para el escritor quien presenta su obra al mundo como una creación autónoma, que es leída e interpretada por el lector, ya con su propia vida e independiente del escritor.
Borges habla sobre la relación entre la literatura y el sueño en el prólogo a El informe de Brodie. Dice: «Por lo demás, la literatura no es otra cosa que un sueño dirigido». Smulian dice que los sueños, como la literatura, vienen de temas e imágenes que nacen en la mente del creador y señala las siguientes palabras tomadas de «Las ruinas circulares» como un comentario de Borges sobre la creación literaria: «mucho más arduo que tejer una cuerda de arena o de amonedar el viento sin cara». La idea del poder creativo del sueño es un tema que se ve en otros cuentos de Borges. En «Parábola de Cervantes y de Quijote», parte de la colección El hacedor, Borges se refiere a Cervantes como «el soñador» y a don Quijote como «el soñado». El ensayo «Dreamtigers» habla de «causar» un tigre a través del sueño.

### El uso de metáforas
Según Alazraki, Borges constantemente busca nuevas formulaciones, nuevas metáforas, para la misma idea y es un error limitarse a sólo una fuente como la inspiración o motivación de Borges. Alazraki señala la última línea del ensayo «La esfera de Pascal», un historiado de la metáfora que ve el mundo como una esfera cuyo centro está en todas partes y la circunferencia en ninguna. Borges concluye: «Quizá la historia universal es la historia de la diversa entonación de algunas metáforas».